# Грейфсвальдский союзный договор
Грейфсвальдский союзный договор — договор между Россией и Ганновером, подписанный в Грейфсвальде 28 октября 1715 года русским представителем Борисом Ивановичем Куракиным и ганноверским резидентом в Пруссии Гейшеном. Договор являлся попыткой Петра I втянуть на своей стороне в Северную войну Великобританию, поскольку Ганноверский курфюрст Георг Людвиг с 1714 года в силу личной унии одновременно являлся английским королём Георгом I. Петр основывался на желании курфюрста приобрести для Ганновера выход к Северному морю и присоединить шведское владение Бремен-Ферден.
По условиям договора Георг при заключении мира с Швецией обязывался содействовать России в получении ею старых русских владений: Ингрии и Карелии, а также Эстляндии с Ревелем в качестве возмещения убытков, понесённых Россией в войне. В свою очередь, Пётр I должен был содействовать разделу шведских владений в Германии между Ганновером, Пруссией и Данией.
Грейфсвальдский союзный договор имел особенное значение для России в связи с тем, что в силу личной унии Ганновера и Великобритании открывалась возможность вступления последней в войну на стороне противников Швеции. Но переговоры в Грейфсвальде о совместных действиях русского, датского и британского флотов не дали реальных результатов. Практического применения Грейфсвальдский союзный договор не имел.
Великобритания отказалась выступать против Швеции, и с осени 1716 года, когда Бремен и Ферден были присоединены к Ганноверу, Англия склонилась к союзу со Швецией, который был заключен в 1719 году.